# Sasha Grey
Sasha Grey, pseudonimo di Marina Ann Hantzis (North Highlands, 14 marzo 1988), è un'ex attrice pornografica statunitense.
Ha ottenuto una certa notorietà quando è apparsa in diversi programmi televisivi e riviste per esprimere la sua volontà di entrare nell'industria pornografica appena compiuti i diciotto anni. Durante la sua carriera cinepornografica è apparsa anche in film, pubblicità, spettacoli televisivi e video musicali. Ha vinto numerosi premi come attrice pornografica tra il 2007 e il 2010, tra cui quello di interprete dell'anno agli AVN Awards 2008, e nel 2023 è stata introdotta nella AVN Hall of Fame e nella XRCO Hall of Fame.
Dopo avere debuttato come attrice nel film di Steven Soderbergh The Girlfriend Experience (2009) ha deciso di focalizzarsi sul cinema non pornografico. È stata la protagonista di Smash Cut (2009) e ha interpretato il ruolo di sé stessa nella settima stagione della serie televisiva Entourage, apparendo anche in film indipendenti come I Melt with You e Open Windows. È stata membro del gruppo industrial aTelecine e ha realizzato due album da solista come produttrice di musica elettronica. Nel 2011 ha pubblicato il suo primo romanzo, Neü Sex, al quale è seguito la trilogia The Juliette Society.

## Biografia

### Primi anni
Marina Ann Hantzis è nata il 14 marzo 1988 a North Highlands (vicino a Sacramento) da un'umile famiglia: la madre era un'impiegata dello Stato della California di origine inglese, irlandese e polacca e il padre un meccanico di origine greca. I suoi genitori divorziarono quando aveva cinque anni e lei crebbe con la madre, risposatasi poi nel 2000. In un'intervista al periodico Maxim ha raccontato che i suoi genitori non erano contenti della sua attività pornografica, ma che comunque manteneva un buon rapporto con loro. Ha frequentato le scuole superiori in quattro diversi istituti: in nessuno di essi si trovava a proprio agio, ma riuscì lo stesso a diplomarsi all'età di diciassette anni con un anno di anticipo. Verso la fine del 2005 ha frequentato il Sacramento City College e ha preso parte a corsi di cinema, danza e recitazione. Una volta conclusi gli studi nel 2006 ha lavorato come cameriera in una bisteccheria di Sacramento, mettendo da parte settemila dollari per trasferirsi a Los Angeles nel maggio 2006.

### Carriera nella pornografia

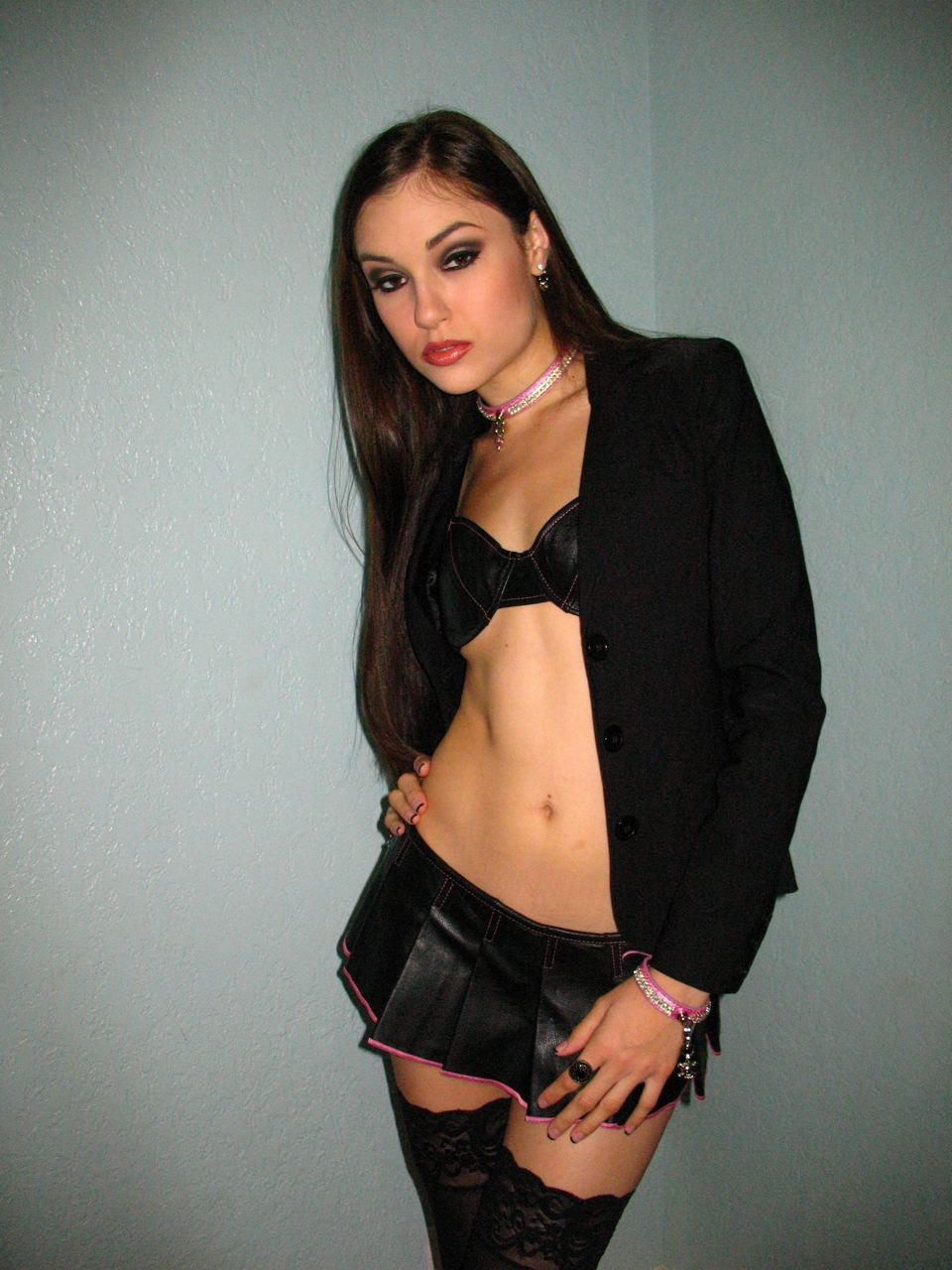
Sasha Grey in lingerie

Una volta compiuti diciotto anni e decisa a intraprendere la carriera di attrice pornografica ha contattato l'agente Mark Spiegler e si è trasferita a Los Angeles. Inizialmente scelse il nome d'arte di Anna Karina (dall'omonima attrice francese) prima di adottare quello con cui è conosciuta. Scelse il nome Sascha (poi divenuto Sasha) dal cantante Sascha Konietzko del gruppo KMFDM e Gray (poi divenuto Grey) dal romanzo di Oscar Wilde Il ritratto di Dorian Gray. Nel maggio 2006 girò la sua prima scena, un'orgia per il film The Fashionistas 2 di John Stagliano. Fan dell'attrice pornografica Belladonna, con lei ha girato scene per Fetish Fanatic #4 e Awakening of Sasha Grey. Nell'edizione di novembre 2006 il Los Angeles Magazine — pur disapprovandone la scelta professionale — scrisse che aveva le potenzialità per diventare una stella e la prossima Jenna Jameson. Nel dicembre 2006 è stata intervistata da The Insider, apparendo nel febbraio 2007 anche nel The Tyra Banks Show per rivelare che l'intervista l'aveva mal rappresentata: lo staff del programma aveva cambiato i suoi vestiti e il suo taglio di capelli per darle un aspetto giovanile e fornire lo spunto a Tyra Banks per criticare la sua scelta di intraprendere una carriera nel porno.
Nel gennaio 2007 ha vinto due premi (Best Three-Way Sex Scene per la migliore scena di sesso a tre e Best Group Scene per la migliore scena di sesso di gruppo) agli AVN Awards, ottenendo inoltre la candidatura come migliore nuova starletta (Best New Starlet), titolo attribuito a Naomi Russell. Nel maggio 2007 ha vinto il premio di nuova starletta (New Starlet) attribuito da X Rated Critics Organization. Nel luglio 2007 è stata nominata «Pet of the Month» da Penthouse, venendo fotografata da Terry Richardson. Nel gennaio 2008 ha ricevuto l'AVN Award come interprete femminile dell'anno (Female Performer of the Year), divenendo la più giovane vincitrice di tale premio, oltre a quello di migliore scena di sesso orale (Best Oral Sex Scene). Nel dicembre 2008 il suo profilo è apparso su Rolling Stone. Ha mostrato particolare apprezzamento per il lavoro di Andrew Blake e Kimberly Kane. A. O. Scott del New York Times ha descritto la sua carriera pornografica affermando che «si è distinta sia dall'estremità di ciò che lei è disposta a fare sia da un inusuale grado di gravità intellettuale nel fare tutto ciò». Nel 2009 è stata votata al numero uno dell'annuale e undicesima edizione delle stelle del porno più belle secondo la rivista pornografica Genesis.

Nel 2011 è stata nominata da CNBC come una delle dodici stelle del porno più popolari. CNBC ha fatto notare che pur non recitando in film pornografici i suoi ruoli nel cinema di massa hanno mantenuto un certo interesse sui suoi lavori pornografici, tanto che diverse case di produzione hanno continuato a pubblicare le sue scene in diverse raccolte. Ha registrato il suo ultimo film pornografico all'età di ventuno anni, senza tuttavia annunciare il proprio ritiro, che ha ufficializzato l'8 aprile 2011 attraverso un comunicato apparso sulla sua pagina di Facebook dopo che molti suoi fan credevano fosse ancora attiva nell'industria del porno. Durante la sua carriera nel porno è stata parte dell'agenzia L.A. Factory Girls. Nella sua filmografia pornografica ha interpretato ruoli di intense sottomissioni e umiliazioni, come Belladonna suo modello di riferimento, rivelando di praticare assiduamente sesso estremo anche nella vita privata. Sulla sua carriera di attrice pornografica in un'intervista a Il Secolo XIX nel dicembre 2009 ha affermato: 
(Sasha Grey)
Nel novembre 2011 ha partecipato al programma di lettura come ospite alla scuola elementare Emerson di Compton (in California) e secondo quanto riferito il suo coinvolgimento in tale attività è stato negato dai media dai funzionari scolastici poiché i genitori erano sconvolti che un'ex attrice pornografica avrebbe letto ai loro figli come parte di un programma di istruzione, al che lei ha risposto affermando: «Ritengo che l'istruzione sia un diritto universale. Mi sono impegnata in questo programma comprendendo che le persone avrebbero avuto le proprie opinioni su ciò che ho fatto, su chi sono e su quello che rappresento». Successivamente è apparsa a The View spiegando che i genitori avrebbero dovuto essere avvisati in anticipo dell'identità di chiunque avrebbe fatto la lettura come ospite e che se avessero obiettato contro di lei, allora non avrebbe partecipato al programma. Anche dopo essersi ritirata ha continuato a difendere la sua scelta e in un'intervista del marzo 2014 ha difeso quella di Belle Knox, studentessa dell'Università Duke che ha deciso di diventare un'attrice pornografica. Nel 2023 è stata inserita nella Hall of Fame degli AVN Awards.

### Carriera cinematografica

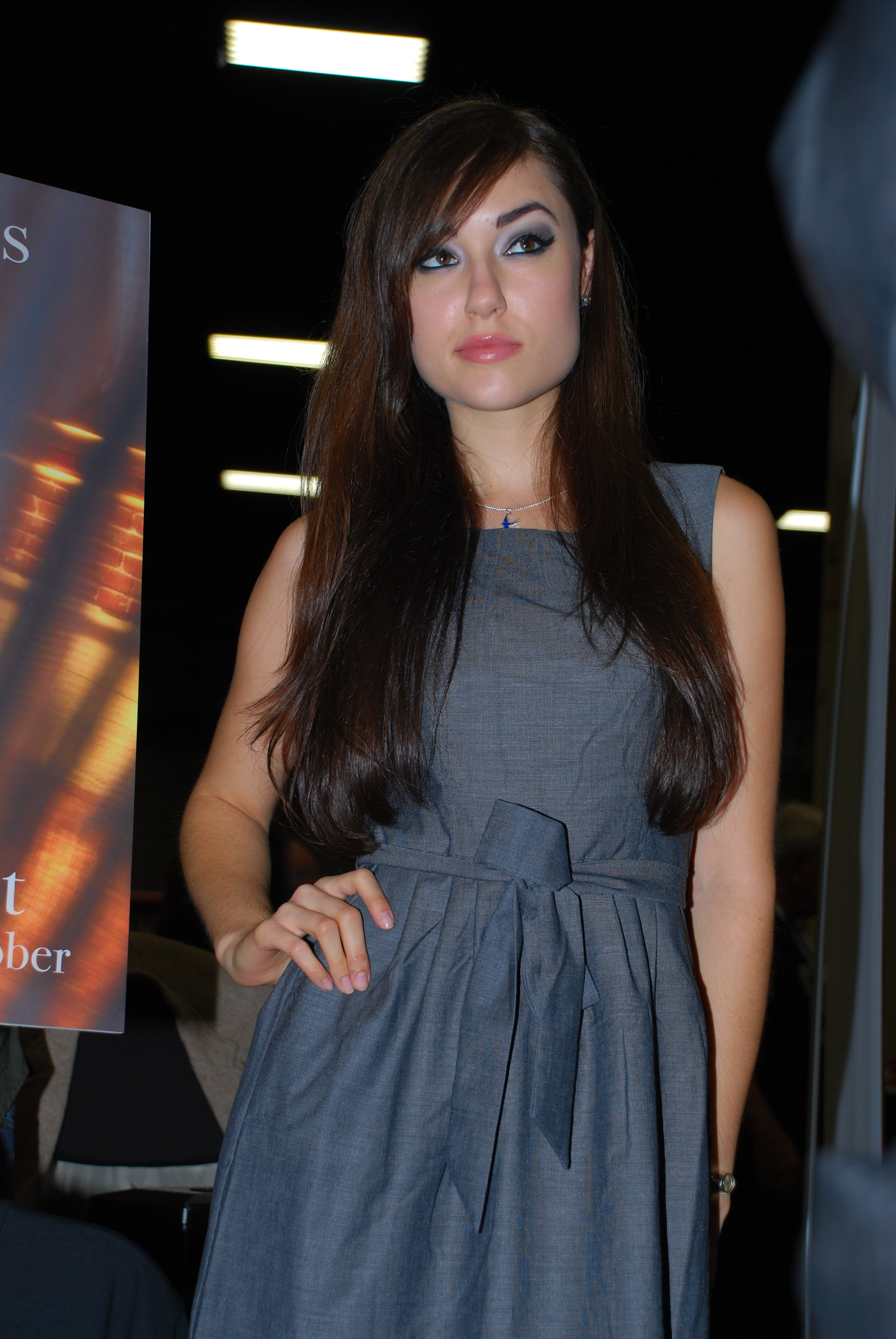
Sasha Grey nel 2010

Già nel 2007 aveva dichiarato in un'intervista rilasciata all'UCLA di aspirare alla produzione di pellicole indipendenti e che sin dall'inizio della sua carriera nell'industria del porno stava realizzando un documentario che illustrava le sue esperienze tra i diciotto e i ventuno anni. È apparsa in un episodi di James Gunn's PG Porn con James Gunn, così come un cameo nel film indipendente di Dick Rude Quit e nella commedia dell'orrore canadese a basso costo del 2009 Smash Cut della Odessa/Zed Filmworks, mentre nel marzo 2010 ha interpretato il ruolo di una cristiana anti-sesso nel film dell'orrore diretto da Richard O'Sullivan Hallows.
Tuttavia è a partire dal 2009 ha ottenuto maggiore risalto grazie al ruolo di Chelsea, protagonista di The Girlfriend Experience del regista premio Oscar Steven Soderbergh. Quest'ultimo la scelse dopo avere letto un articolo del suo profilo sul periodico Los Angeles Per il suo ruolo di ragazza squillo Soderbergh le chiese di guardare due film degli anni sessanta quali Questa è la mia vita e Il bandito delle 11, entrambi di Jean-Luc Godard. Questa è la mia vita riguardava la prostituzione, mentre la relazione mostrata in Il bandito delle 11 servì da modello per la dinamica di Chelsea e il suo ragazzo e i suoi clienti. Inoltre lei e Soderbergh hanno intervistato due ragazze squillo, prendendo spunto dai loro tratti caratteriali e dal loro comportamento. La sua interpretazione ricevette recensioni contrastanti, ma le permise comunque di intraprendere a tempo pieno la carriera nel cinema di massa e di abbandonare il cinema pornografico.
Ha preso parte alla serie televisiva Entourage interpretando un personaggio ispirato a se stessa. Nel 2011 ha recitato al fianco di Carla Gugino, Jeremy Piven, Rob Lowe e Thomas Jane nel thriller I Melt With You, presentato al Sundance Film Festival. Sempre nel 2011 è apparsa nel film indonesiano Shrouded Corpse Bathing While Hip-Shaking.
Successivamente è stata protagonista del film francese Life (pubblicato in DVD in Francia il 10 agosto 2011) e ha doppiato il personaggio di Viola DeWynter nel videogioco Saints Row: The Third, pubblicato nel novembre 2011. Nel 2013 è apparsa insieme a Mariya Ocher nella serie documentario tedesca Durch die Nacht mit ..., il cui episodio è andato in onda in Francia e Germania il 7 dicembre 2013. Nel 2014 è apparsa come protagonista nel film indipendente Open Windows.

### Carriera musicale

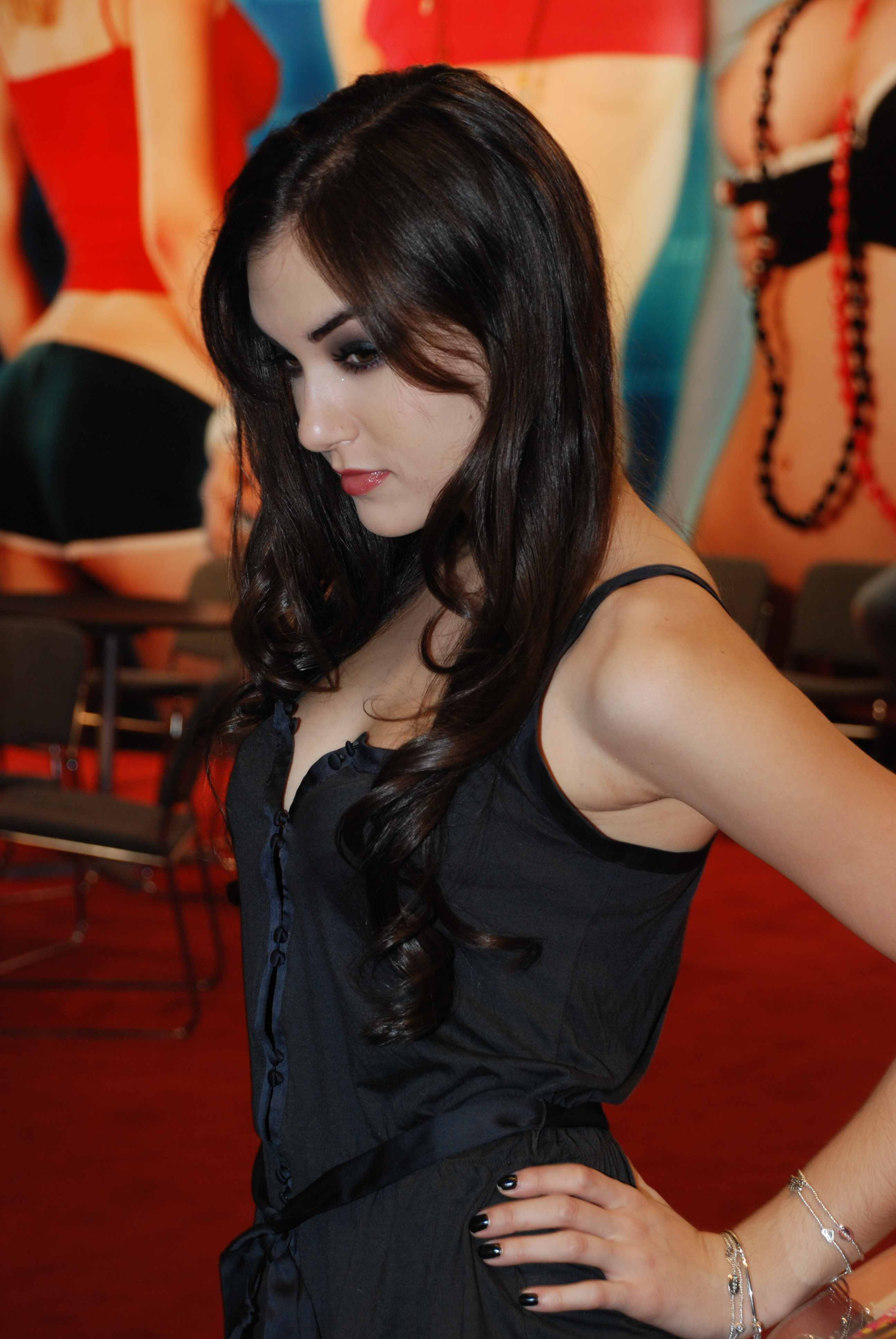
Sasha Grey nel 2009

Nel 2007 era stata scelta dagli Smashing Pumpkins per la grafica dell'album Zeitgeist ed era apparsa nel video musicale di Superchrist. Comparve anche nei video Birthday Girl dei Roots nel 2008 e Space Bound di Eminem nel 2010.
Nel 2008 ha cominciato una collaborazione con Pablo St. Francis nel progetto musicale chiamato aTelecine e di genere industrial, a cui poi si sono aggiunti anche Anthony D'Juan and Ian Cinnamon. Il primo EP (AVigillant Carpark) è stato pubblicato solo in vinile, mentre il primo LP (...And Six Dark Hours Pass) è stato pubblicato nel 2010, a cui è seguito nello stesso anno il secondo LP intitolato A Cassette Tape Culture. Ha inoltre contribuito vocalmente per l'album Aleph at Hallucinatory Mountain dei Current 93 ed è accreditata come artista ospite per l'album Repentance dell'artista reggae Lee "Scratch" Perry, sebbene questi abbia negato il suo coinvolgimento in un'intervista del 2009. Ha anche iniziato a esibirsi come disc jockey negli Stati Uniti e in Canada.
Il 9 agosto 2011 è stato pubblicato il primo album dei aTelecine, intitolato The Falcon and the Pod e il primo di una pianificata trilogia. Il 20 ottobre 2012 a Cracovia si è svolto il primo concerto del gruppo. Sempre nel 2012 ha partecipato a Desertshore/The Final Report, un doppio album dei Throbbing Gristle contenente una reinterpretazione di Desertshore, disco originalmente pubblicato da Nico nel 1970. Nel luglio 2013 è stato annunciato che Grey non era più membro del gruppo.
L'11 settembre 2015 è uscito l'album Converting Vegetarians II del duo israeliano Infected Mushroom in cui ha partecipato come cantante di accompagnamento nel brano Fields of Grey.

### Altre attività

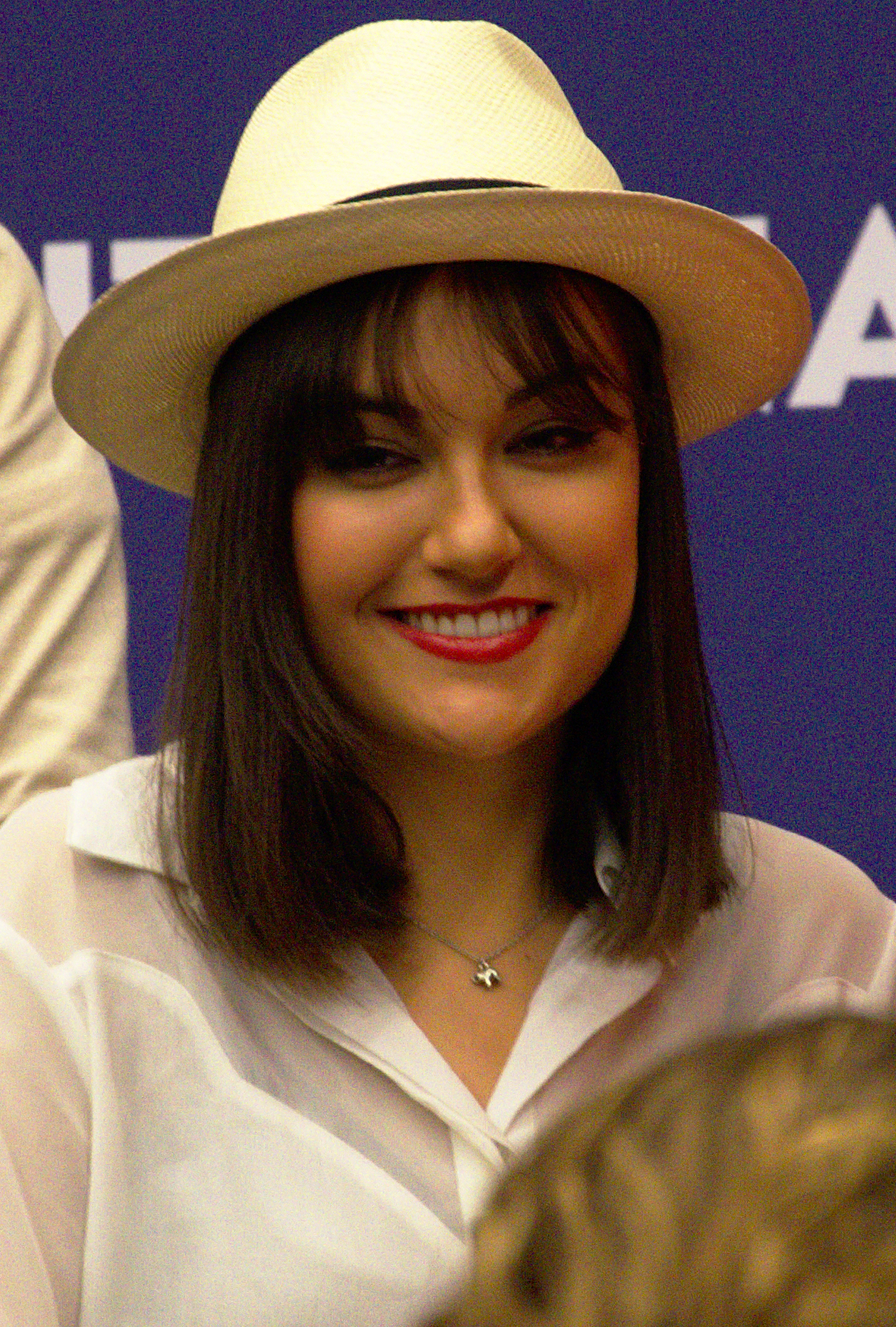
Sasha Grey alla fiera del libro di Guadalajara del 2013

Ha posato per numerose campagne pubblicitarie: tra le altre per American Apparel, Forfex e Manoukian Ha inoltre posato per artisti come David Choe, Frédéric Poincelet, Richard Kern e Terry Richardson.
Tra il 2009 e il 2010 è apparsa sulla rivista erotica Playboy per due volte. Nel gennaio 2010 è apparsa nuda per una campagna della PETA sul controllo delle nascite degli animali.
Nel marzo 2011 ha pubblicato il primo libro, Neü Sex. Il 9 maggio 2013 è uscito il romanzo erotico The Juliette Society, ispirato al titolo del romanzo Juliette del Marchese de Sade.
È apparsa su un numero del fumetto John Doe sia in copertina sia come personaggio all'interno della trama. In seguito ha incontrato anche due degli autori del fumetto, Mauro Uzzeo e Roberto Recchioni, facendosi tradurre il fumetto.

## Vita privata
Si è dichiarata atea e bisessuale.
È anche appassionata di filosofia e politica: i suoi autori preferiti sono Emmanuel Lévinas, Gabriele D'Annunzio, Jean-Paul Sartre e Pier Paolo Pasolini. Politicamente si considera vicina a posizioni di sinistra radicale, esprimendo ammirazione per Lotta Continua: «Sono un'estremista di sinistra, nella vita e nel credo politico. "Lotta continua" è il mio motto».

## Filmografia

### Attrice

#### Cinema
- Fashionistas Safado: The Challenge, regia di John Stagliano (2006)
- Pirates II: Stagnetti's Revenge, regia di Joone (2008)
- Homo Erectus, regia di Adam Rifkin (2007) - non accreditata
- 9 to 5: Days in Porn, regia di Jens Hoffmann (2008)
- The Girlfriend Experience, regia di Steven Soderbergh (2009)
- Smash Cut, regia di Lee Gordon Demarbre (2009)
- Alice e il Mondo Perverso (Malice in Lalaland), regia di Lew Xypher (2010)
- Quit, regia di Dick Rude (2010)
- I Melt with You, regia di Mark Pellington (2011)
- The Girl from the Naked Eye, regia di David Ren (2012)
- Would You Rather, regia di David Guy Levy (2012)
- The Scribbler, regia di John Suits (2014)
- Open Windows, regia di Nacho Vigalondo (2014)
- The Concessionaires Must Die!, regia di America Young (2017)

#### Televisione
- Porn: Business of Pleasure – documentario TV (2009)
- Entourage – serie TV, 6 episodi (2010)
- Durch die Nacht mit... – serie TV, 1 episodio (2013)
- James Gunn's PG Porn – webserie, 1 episodio (2009)
- Into the Dark – serie TV, episodio 1x01  (2018)

### Doppiatrice
- Saints Row: The Third - videogioco (2011), Viola DeWynter
- Saints Row: Gat out of Hell - videogioco (2015), Viola DeWynter
- Cyberpunk 2077, DLC: Phantom Liberty (30 novembre 2022), Ash DJ[99]

## Videoclip
- The Roots – Birthday Girl (2008)
- The Smashing Pumpkins – Superchrist (2008)
- Eminem – Space Bound (2011)
- David J – Toxic (2014)

## Discografia

### Solista
Album in studio
- 2012 – Talk Dirty to Me (Zero Tolerance Entertainment)
- 2013 – Die Juliette Society (Random House Audio) (con Svantje Wascher)

EP
- 2018 – That's The Way (I Like It) (con Pig)

Singoli
- 2015 – Fields of Grey (Dim Mak Records) (con Infected Mushroom)
- 2018 – That's The Way (I Like It) (Sexiest Sounds Records)

### Con gli aTelecine
Album in studio
- 2010 – A Cassette Tape Culture (Pendu Sound Recordings)
- 2010 – ...And Six Dark Hours Pass (Dais Records)
- 2011 – The Falcon And The Pod (Pendu Sound Recordings)
- 2011 – A Cassette Tape Culture (Phase 2) (Pendu Sound Recordings)
- 2011 – A Cassette Tape Culture (Phase 3) (Pendu Sound Recordings)

EP
- 2009 – aVigillant Carpark (Pendu Sound Recordings)

## Riconoscimenti

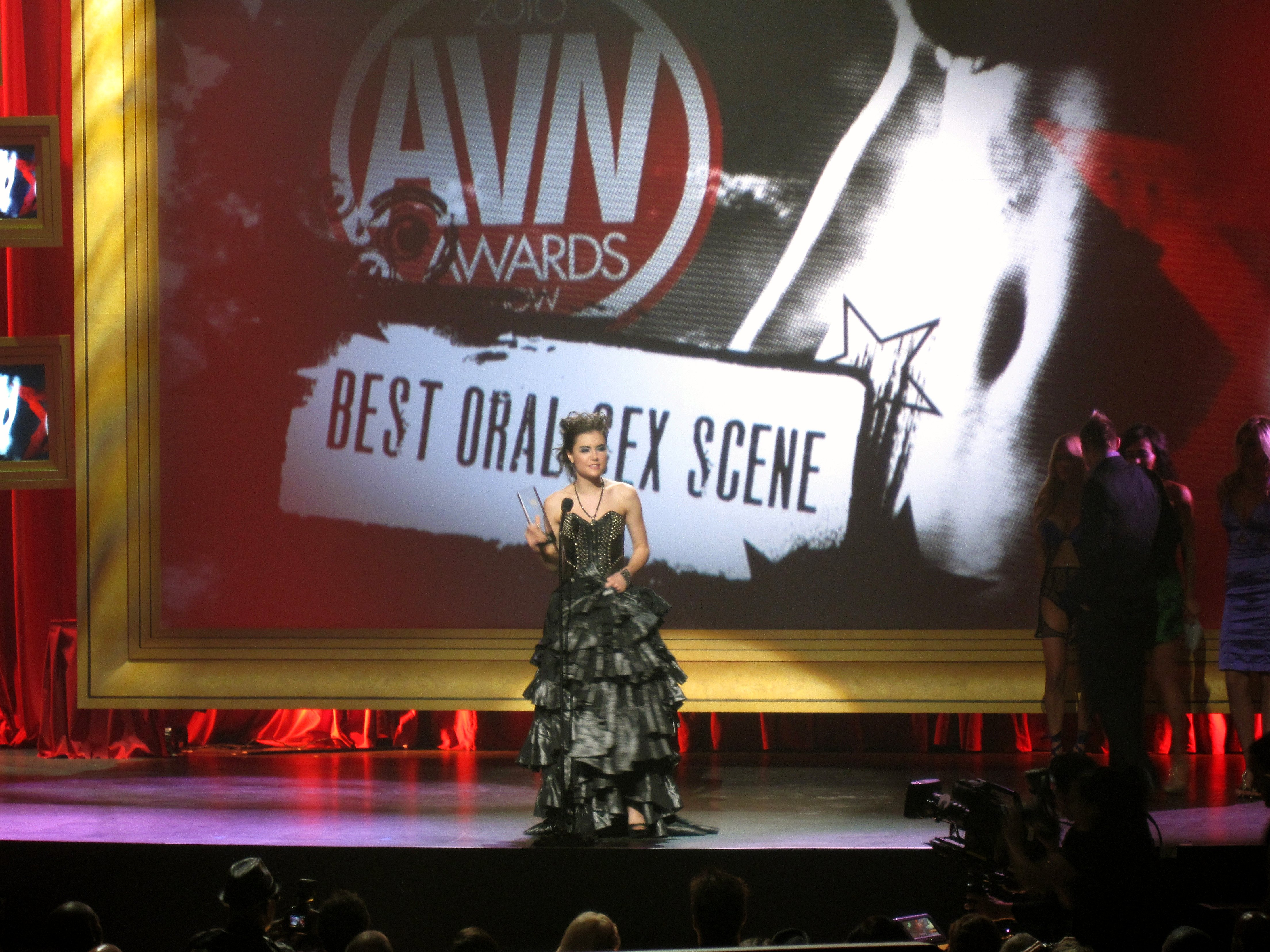
Sasha Grey ritira un premio (Best Oral Sex Scene) agli AVN Awards 2010

- AVN Awards
  - 2007 – AVN Award for Best Three-Way Sex Scene - Video per Fuck Slaves con Manuel Ferrara e Sandra Romain
  - 2007 – AVN Award for Best Group Sex Scene (video) per Fashionistas Safado con Adrianna Nicole, Belladonna, Caroline Pierce, Chris Charming, Christian XXX, Erik Everhard, Flower Tucci, Gianna Michaels, Jean Val Jean, Jenna Haze, Jewell Marceau, Marie Luv, Mélissa Lauren, Mr. Pete, Nicole Sheridan, Sandra Romain e Voodoo
  - 2008 – AVN Award for Best Oral Sex Scene (video) per Babysitters[112]
  - 2008 – AVN Awards Best All-Girl Sex Scene – Video per Boundaries con Bree Olson
  - 2008 – AVN Award for Female Performer of the Year
  - 2010 – AVN Award for Best Anal Sex Scene (film) per Anal Cavity Search 6 con Erik Everhard
  - 2010 – AVN Award for Best Oral Sex Scene (film) per Throat: A Cautionary Tale
  - 2010 – AVN Awards Crossover Star of the Year
  - 2023 - AVN Awards Hall of Fame[113]
- F.A.M.E. Awards
  - 2010 – F.A.M.E. Awards Favorite Oral Starlet
- XBIZ Awards
  - 2010 – Crossover Star of the Year[114]
- XRCO Awards
  - 2007 – XRCO Awards New Starlet
  - 2008 – XRCO Awards Female Performer of the Year
  - 2009 – XRCO Awards Mainstream Adult Media Favorite
  - 2010 – XRCO Awards Mainstream Adult Media Favorite
  - 2023 - XRCO Hall of Fame[115]

Candidatura
- 2007 – AVN Awards Best New Starlet
- 2007 – AVN Awards Best Oral Sex Scene – Video per Oral Spremecy
- 2008 – AVN Awards Best All-Girl Sex Scene – Video Boundaries con Bree Olson
- 2008 – AVN Awards Best Group Sex Scene – Video Swallow My Squirt 4 con Jenna Presley, Mark Ashley e Sierra Sinn
- 2008 – AVN Awards Best Oral Sex Scene – Video Blow Me Sandwich 11 con Maya Hills
- 2008 – AVN Awards Best Oral Sex Scene – Video Feeding Frenzy 9
- 2008 – AVN Awards Best Three-Way Sex Scene Razördolls con Alec Knight e James Deen
- 2009 – AVN Awards Best Actress The Last Rose
- 2009 – AVN Awards Best All-Girl Group Sex Scene Flower's Squirt Shower 5 con Angela Stone, Britney Stevens e Flower Tucci
- 2009 – AVN Awards Best Oral Sex Scene Filth Comes First 3
- 2009 – AVN Awards Best POV Sex Scene POV Centerfolds 7 con Mick Blue
- 2009 – AVN Awards Best Three-Way Sex Scene Pirates II: Stagnetti's Revenge con Belladonna e Evan Stone
- 2009 – AVN Awards Female Performer of the Year
- 2009 – AVN Awards The Jenna Jameson Crossover Star of the Year
- 2010 – AVN Awards Best Actress Throat: A Cautionary Tale
- 2010 – AVN Awards Best All-Girl Couples Sex Scene Bree & Sasha con Bree Olson
- 2010 – AVN Awards Best All-Girl Group Sex Scene Sun Goddess: Malibu con Bree Olson, Gianna Lynn e Teagan Presley
- 2010 – AVN Awards Best Couples Sex Scene Throat: A Cautionary Tale con Evan Stone
- 2010 – AVN Awards Best New Web Starlet
- 2010 – AVN Awards Best Solo Sex Scene Sun Goddess: Malibu
- 2010 – AVN Awards Most Outrageous Sex Scene Live in My Secrets con Kimberley Kane
- 2011 – AVN Awards Best All-Girl Three-Way Sex Scene Malice in Lalaland con Alyssa Reece e Kristina Rose
- 2011 – AVN Awards Best Couples Sex Scene Malice in Lalaland con Keni Styles
- 2011 – AVN Awards Best Double Penetration Sex Scene Fuck Sasha Grey con Brian Pumper e Rico Strong
- 2011 – AVN Awards Best Supporting Actress Real Wife Stories 6
- 2011 – AVN Awards Best Three-Way Sex Scene (Girl/Girl/Boy) Fly Girls con Manuel Ferrara e Raven Alexis
- 2011 – AVN Awards Crossover Star of the Year
- 2011 – AVN Awards Most Outrageous Sex Scene Fuck Sasha Grey con Tony T.
- 2011 – AVN Awards Most Outrageous Sex Scene Fuck Sasha Grey con Claire Adams
- 2007 – F.A.M.E. Awards Favorite Female Starlet
- 2007 – F.A.M.E. Awards Favorite Oral Starlet
- 2007 – F.A.M.E. Awards Favorite Female Rookie
- 2007 – F.A.M.E. Awards Dirtiest Girl in Porn
- 2008 – F.A.M.E. Awards Favorite Female Starlet
- 2008 – F.A.M.E. Awards Favorite Oral Starlet
- 2008 – F.A.M.E. Awards Favorite Anal Starlet
- 2008 – F.A.M.E. Awards Favorite Ass
- 2008 – F.A.M.E. Awards Hottest Body
- 2009 – F.A.M.E. Awards Favorite Female Starlet
- 2009 – F.A.M.E. Awards Favorite Oral Starlet
- 2009 – F.A.M.E. Awards Favorite Anal Starlet
- 2009 – F.A.M.E. Awards Favorite Ass
- 2009 – F.A.M.E. Awards Hottest Body
- 2009 – F.A.M.E. Awards Dirtiest Girl in Porn
- 2010 – F.A.M.E. Awards Favorite Female Starlet
- 2010 – F.A.M.E. Awards Favorite Anal Starlet
- 2010 – F.A.M.E. Awards Favorite Ass
- 2010 – F.A.M.E. Awards Hottest Body
- 2010 – F.A.M.E. Awards Dirtiest Girl in Porn
- 2009 – XBIZ Awards Female Performer of the Year
- 2009 – XBIZ Awards Crossover Star of the Year
- 2010 – XBIZ Awards Female Performer of the Year
- 2010 – XBIZ Awards Acting Performance of the Year – Female
- 2011 – XBIZ Awards Crossover Star of the Year
- 2011 – XBIZ Awards Acting Performance of the Year – Female
- 2007 – XRCO Awards Cream Dream
- 2007 – XRCO Awards Superslut
- 2008 – XRCO Awards Cream Dream
- 2008 – XRCO Awards Superslut
- 2008 – XRCO Awards Orgasmic Oralist
- 2009 – XRCO Awards Female Performer of the Year
- 2009 – XRCO Awards Orgasmic Oralist
- 2010 – XRCO Awards Single Performance – Actress
- 2010 – XRCO Awards Orgasmic Oralist
- 2011 – XRCO Awards Mainstream Adult Media Favorite
- 2007: Adam Film World Guide Award – Teen Dream of the Year[116]
- 2007: Adultcon – Top 20 Adult Actresses[117]
- 2010: TLARAW Award – Best Sex Toy – Sasha Grey Deep Penetration Vibrating Pussy and Ass[118]
- 2011: TLARAW Award – Best Sex Toy – Sasha Grey Cream Pie Pussy[119]